# Gyrocheilos retrotrichus
Gyrocheilos retrotrichus är en tvåhjärtbladig växtart som beskrevs av Wen Tsai Wang. Gyrocheilos retrotrichus ingår i släktet Gyrocheilos och familjen Gesneriaceae.

## Underarter
Arten delas in i följande underarter:
- G. r. oligolobus
- G. r. retrotrichus